# Goniopora stutchburyi
Goniopora stutchburyi is een rifkoralensoort uit de familie van de Poritidae. De wetenschappelijke naam van de soort is voor het eerst geldig gepubliceerd in 1955 door Wells.